# The Forest Song
The Forest Song (укр. Лісова пісня) — пригодницька відеогра, що є адаптацією класичної української драми-феєрії «Лісова пісня». Розробкою займалася студія Colabee, учасники якої відомі роботою над грою Never Alone. Розробка розпочалася у 2016 році, але згодом після закриття студії Colabee наприкінці 2016 року творці заморозили проєкт на невизначений термін.

## Ігровий процес
Гравець братиме на себе роль селянина, бачачи світ від першої особи, тобто, очима персонажа. Його ключовою здатністю буде проникнення до світу духів, який протиставляється світу людей, маючи власні закони. Люди і духи відповідно матимуть різні цілі.
Впродовж гри персонаж вирішуватиме взаємозалежні головоломки, створені за принципом часових петель. Для цього служитиме чарівна флейта, з допомогою якої відкриватимуться о́брази минулого. Це даватиме змогу передбачати майбутнє та змінювати світ.
The Forest Song розроблялася для новітніх ігрових консолей з підтримкою шоломів віртуальної реальності, що забезпечуватиме безпрецедентне відчуття занурення в ігровий світ.

## Розробка
Дмитро Вєрьовка
The Forest Song — перший проєкт новоствореної команди Colabee Studios, яка складається з розробників, що базуються в Сієтлі і Києві. Її члени відомі роботою над квестом Never Alone, що розійшовся тиражем 400 тисяч примірників та отримав у 2015 році премію BAFTA як найкращий дебютний проєкт. Також до команди входять експерти з масиву української культури із факультетів Київський національного університету імені Тараса Шевченка.
Креативний і артдиректор студії Colabee Дмитро Вєрьовка — українець, що до початку роботи над проєктом вже довгий час працював в ігровій індустрії США. На початку розробки The Forest Song Дмитро очолив експедицію співробітників студії на Полісся, в ході якої вони спілкувалися з хранителями фольклорних традицій, записували пісні та робили фотографії. За словами Дмитра, «метою поїздки було покращення нашого розуміння минулого, теперішнього та майбутнього людей в цьому регіоні, налагодження зв'язків з культурними експертами та безпосереднє отримання знань і вражень про традиційну культуру».
Гра розроблялася для гральних консолей восьмого покоління з підтримкою систем віртуальної реальності. Про плани випуску гри на персональних комп'ютерах нічого не відомо.

## Нагороди
- Гра перемогла (отримала Indie Prize) у номінації «Найкращий наратив» на Casual Connect 2016 у Сан-Франциско;
- Гра отримала гран-прі Intel Buzz Workshop Seattle 2016[2].